# ディエゴ・加藤・マラドーナ
ディエゴ・加藤・マラドーナ（ディエゴ・かとう・マラドーナ、本名：加藤 謙太郎（かとう けんたろう）、1980年10月31日 - ）は日本のお笑いタレント、サッカー選手。通称「カトケン」。神奈川県横浜市出身。

## 来歴
特技はサッカー。中学時代は横浜マリノスジュニアユースに所属。帝京高等学校在学中は全国高校サッカー選手権大会にて2度の準優勝。後に順天堂大学に進学し、サッカー部に所属。
大学卒業後、ワタナベコメディスクールに6期生として入学。帝京高サッカー部の1学年後輩にあたる岸本拓也と「ダイヤモンズ」を結成。帝京高サッカー部のユニホームを着用してコントを行なっていた。コンビ時代はメントレGの「メントレ地球貢献プロジェクト」に出演。
2010年に「ダイヤモンズ」は解散（岸本は芸能界から引退）。それに伴いトリオ「春夏笑冬」を結成するも2014年3月28日に解散した。
サッカー関連の番組・イベントにはコンビ・トリオ時代から一人で出演することが多く、『炎の体育会TV』（TBS系列、サッカー対決のコーナー）や『大!天才てれびくん』（NHK教育テレビ、札式蹴り野球のワルドーナ）に出演している。また元サッカー選手のディエゴ・マラドーナのモノマネが持ちネタであり、やはりマラドーナのモノマネをネタとするストロベビーのディエゴと共演することが多い。
芸人の傍ら、社会人サッカークラブでもプレーしており、2003年～2004年、2006年にはY.S.C.C.で、2005年にはエリースFC東京、2007年からは東京ベイフットボールクラブでプレイしていた。またスキマスイッチの常田真太郎が主宰するフットサルチーム「SWERVES」にも所属。さらにはその縁からスキマスイッチのシングルHello EspeciallyのPVにも出演。

## 所属クラブ
- 横浜マリノスジュニアユース
- 帝京高等学校
- 順天堂大学
- 2003年 - 2004年 Y.S.C.C.
- 2005年 エリースFC東京
- 2006年 Y.S.C.C.
- 2007年 - 2011年 東京ベイフットボールクラブ

## タイトル

### クラブ
順天堂大学
- 千葉県サッカー選手権大会：3回（1999年、2000年、2001年）

Y.S.C.C.横浜
- 関東サッカーリーグ1部：1回（2006年）

## 主な出演作品

### テレビ
- 炎の体育会TV（TBS系列）
- 大!天才てれびくん（NHK教育テレビ)
- 芸人報道（日本テレビ）(2012年2月21日)